# Kevin Lock
Kevin Joseph Lock (* 27. Dezember 1953 in Plaistow, London) ist ein ehemaliger englischer Fußballspieler.

## Karriere
Lock gehörte ab 1969 West Ham United an, 1971 unterschrieb der Innenverteidiger einen Profivertrag. Mit der englischen Jugendnationalmannschaft gewann er das UEFA-Juniorenturnier 1972, zwischen 1973 und 1976 spielte er auch vier Mal für die U23-Auswahl Englands. Im FA Cup 1974/75 wirkte er am 2:0-Finalsieg über den FC Fulham vor 100.000 Zuschauern im Wembley-Stadion mit. Nach 132 Erstligaeinsätzen verließ Lock West Ham nach dem Erstligaabstieg 1978 und schloss sich dem Zweitligakonkurrenten Fulham an. Mit diesem stieg er 1980 in die Third Division ab, 1982 gelang als Meisterschaftsdritter die Rückkehr in die zweite Liga. Nach 211 Ligaeinsätzen für Fulham ließ er seine Laufbahn 1985/86 beim Viertligisten Southend United ausklingen. In der Folge war Lock zunächst bei Southend, später beim FC Chelsea und FC Brentford jeweils unter David Webb als Trainer tätig. Brentford betreute er im Sommer 1997 in der Saisonvorbereitung interimistisch als Cheftrainer und saß auch im ersten Saisonspiel, einer 0:3-Niederlage gegen FC Millwall, auf der Trainerbank, bevor Eddie May den Trainerposten übernahm.